# Міжнародний кінофестиваль «Revelation» у Перті
Міжнародний кінофестиваль «Revelation» у Перті (англ. Revelation Perth International Film Festival) заснований у 1997 році Річардом Совадою для показу незалежних художніх, короткометражних, документальних та експериментальних фільмів. Проходить щорічно в липні в столиці Західної Австралії — місті Перт. Вважається одним із кращих фестивалей незалежного кіно. Наступний фестиваль відбуватиметься у 2020 році з 2 по 15 липня.

## Історія
Фестиваль веде свої корені від андеграундного кінофестивалю у підвалі Грінвіч-клубу в місті Перт. Вперше подія відбулась у 1997 році з 24 вересня по 4 жовтня. Крім Грінвіч-клубу кінопокази також проходили паралельно в театрах «Луна», «Пікабар» та «Кульча».
З часом фестиваль перетворився в масштабну культурну подію з локаціям по всьому місту.
У 2006 році засновник і директор фестивалю Річард Совада почав працювати в Австралійському центрі рухомого зображення.
Кінорежисер, телеведучий та журналіст Меган Спенсер став програмним директором фестивалю у 2007 році і досі ним залишається.

## Українські стрічки на фестивалі
- 9 липня 2017 року в рамках фестивалю відбулась світова прем'єра короткометражного фільму Ігоря Подольчака «Merry-Go-Round» («Карусель»).[3][4]

- 11 липня 2019 року відбулась світова прем'єра короткометражного фільму «Чорна діра» Миколи Овчарова.[5][6]